# Parkers Wein-Guide
Parkers Wein-Guide (engl. Originaltitel: Parker's Wine Buyer's Guide) ist ein von Robert M. Parker und Pierre-Antoine Rovani herausgegebener Weinführer.
In diesem Guide trifft Parker eine Auswahl, die nach seinen eigenen Angaben dem nordamerikanischen Geschmack entspricht. Folglich sind die Schwerpunkte Frankreich, Italien und Nordamerika und hier besonders Kalifornien. Umfangmäßig vergleichsweise bescheiden wird Spanien, das nach Anbaufläche größte Weinland Europas, behandelt, ebenso Portugal. Ansonsten werden vom europäischen Weinbau nur noch Deutschland und Österreich, jedoch auch nur am Rande, berücksichtigt. Ost- und Südosteuropa mit historisch so interessanten und alten Weinanbaugebieten wie Ungarn und Griechenland werden überhaupt nicht erwähnt. Australien wird einigermaßen ausführlich behandelt. Ein paar Seiten widmet Parker Chile, Argentinien, Neuseeland und Südafrika.
Aus mitteleuropäischer Sicht lässt sich diese Unausgewogenheit folgendermaßen erläutern: Der mitteleuropäische Weinbau umfasst in Hinsicht auf Rebsorten etc. als typisches Weißweinanbaugebiet und historisch auch das Elsass, das in der Weinliteratur und so auch bei Parker unter Frankreich behandelt wird. Das Elsass mit einem Anbaugebiet von ca. 12.500 ha wird nun auf knapp 100 Seiten ausführlichst behandelt und in höchsten Tönen bewertet, während auf Deutschland (gut 100.000 ha Anbaugebiet) und Österreich (50.000 ha Anbaugebiet) jeweils nur 12 Seiten entfallen. Bezüglich Deutschland werden zwar die Winzer wie auch bei den anderen Ländern von ***** bis ** beurteilt, aber kein einziger Wein mit einer Punktezahl bewertet. Besser fällt das Ergebnis für Österreich aus, wo einige Weine auf über 90 von 100 Parker-Punkten kommen. Generell wird von Parker die Qualität von Rotweinen in Mitteleuropa, also Elsass, Deutschland und Österreich, sehr kritisch gesehen.